# Udaraljke
U glazbenoj terminologiji, udaraljke označavaju skupinu glazbala koja daju zvuk udaranjem u kožu, metal ili drvo. Ovi instrumenti se koriste u orkestru i drugim glazbenim sastavima da bi izveli razne efekte, akcente i prvenstveno da bi držali glazbeni ritam. U prošlosti udaraljke nisu imale značajno mjesto u orkestrima i inače u glazbi, ali danas, u modernom načinu sviranja, zauzimaju značajno mjesto i često se koriste u glazbenim sastavima.
Folklorna glazba Indije, Afrike, Kube, Brazila i dr. utjecala je na današnju pop-glazbu. Kako je glazba ovih zemalja izrazito ritmički orijentirana, tako se u i današnjoj pop-glazbi koriste njihovi ritmički obrasci i instrumenti, a poglavito udaraljke.
Postoje vrste glazbala s određenom visinom tona te s neodređenom visinom tona. Glazbala s određenom visinom tona su timpani, ksilofon, marimba, zvončići, metalofon, vibrafon, zvona i čelesta. Glazbala s neodređenom visinom tona su veliki bubanj, mali bubanj, činele, tamburin, triangl, gong, čegrtaljka, kastanjete, maracas, konga, bongosi i guiro.
Iako nije pravilo, većina modernih setova udaraljki sastoji se uglavnom od tradicionalne afro-kubanske glazbe: konge, bongosi, timbalesi, cow-bell (zvono), maracas i dr.

## Podjela udaraljki prema materijalu
Osnovna podjela je na udaraljke s određenom i neodređenom visinom tona.

### Opnozvučne
Udarcem palice treperi zategnuta opna, odnosno membrana. Predstavnici su timpani i razne vrste bubnjeva.

### Metalozvučne
Udarcem palice o metalne cijevi, šipke i pločice nastaje zvuk. Udaraljke s određenom visinom tona su zvona, zvončići, čelesta, vibrafon a bez određene visine su triangl, gong, čineli (zvuk se dobiva udaranjem dva tanjurića – "piatti" jedan o drugi) i sl.

### Drvozvučne
Zvuk, odnosno ton, nastaje udarom palice o drvene pločice, kutije, štapove i školjke. Predstavnici su klaves, drveni doboš, kastanjete, ksilofon, marimba, itd.

## Vanjske poveznice
- pas.org - Glazbena zajednica udaraljki
- Drumdojo.com - Sve o instrumentu udaraljke